# Armando Obispo
Armando Maria Obispo (Boxtel, 5 de março de 1999) é um futebolista neerlandês que atua como zagueiro. Atualmente defende o PSV Eindhoven.

## Carreira em clubes
Após jogar na base do LSV e do ODC, Obispo chegou ao PSV Eindhoven em 2006. Promovido ao Jong PSV (time B dos Eindhovenaren) em 2016, foi relacionado pela primeira vez em agosto do mesmo ano contra o Den Bosch, pela Eerste Divisie (segunda divisão), mas não chegou a ficar no banco de reservas, e estreou no futebol profissional em setembro, na vitória por 3 a 2 sobre o FC Dordrecht.
Antes do final de seu contrato, chamou atenção de equipes estrangeiras e também do Ajax, mas o zagueiro renovou o vínculo em novembro de 2017, e em janeiro de 2018 foi promovido ao time principal do PSV pelo técnico Phillip Cocu. Em março do mesmo ano, estreou na Eredivisie na vitória por 3 a 0 sobre o VVV-Venlo, substituindo Nicolas Isimat-Mirin aos 42 minutos do segundo tempo.[carece de fontes?]
Para a temporada 2019–20, foi emprestado ao Vitesse, atuando em 28 jogos oficiais antes de voltar ao PSV.[carece de fontes?]

## Carreira internacional
Descendente de curaçauenses, Obispo representou as seleções de base dos Países Baixos entre 2013 e 2019, tendo maior destaque atuando pela equipe Sub-19, onde jogou 12 partidas[carece de fontes?]

## Títulos
PSV Eindhoven
- Eredivisie: 2017–18, 2023–24,[carece de fontes?] 2024–25[9]
- Copa dos Países Baixos: 2021–22, 2022–23[10]
- Supercopa dos Países Baixos: 2021[11], 2022[12], 2025[13]